# Recessus costodiaphragmaticus

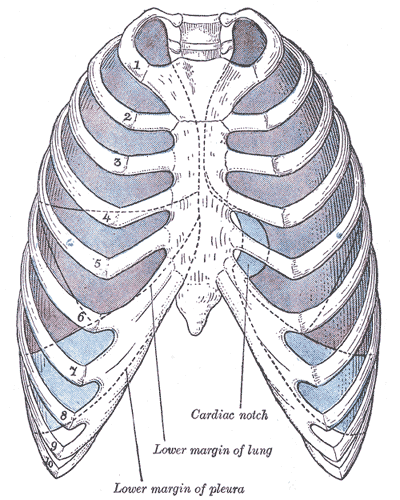
Frontaal aanzicht van de ribbenkast.
longen
pleurae

De recessus costodiaphragmaticus, vaak afgekort met CDS, van costodiaphragmatic sinuses, is een ruimte aan de posterieure uiteinden van de pleurale ruimte. De longen vullen deze ruimte bij het inademen, maar de longen kunnen zich dan tegelijk ook in de recessus costomediastinalis uitzetten. Het formaat van de recessus is er afhankelijk van hoeveel lucht iemand inademt en is wanneer iemand net heeft uitgeademd niet aanwezig. De recessus wordt gevormd doordat twee pariëtale bladen tegen elkaar aan liggen, in dit geval de pleura costalis en de pleura diaphragmatica.